# Остославські
Остославські — російський купецький, пізніше шляхетський рід, що мешкав в Україні.
Походить з Херсона (Україна). Відомий за деякими даними з початку XIX ст. Останні двісті років представники роду Остославських яскраво проявили себе на терені комерції, військової справи, науки і мистецтва. Хоча всі вони належали до різних професій і сфер застосування людських талантів, в Північній Таврії вони мали добру славу гуманистів і філантропів.
Засновником Остославськіх є Іван Семенович Остославській (1811—1877), купець другої гільдії, судновласник, обер-бургомістр Херсона, засновник і перший директор Херсонського міського суспільного банку, потомствений почесний громадянин, меценат.
Від браку з Іриною (Аріной) Никанорівною Акулиніною мав вісім дітей: Василя, Івана, Катерину, Людмилу, Лідію, Олену, Людмилу, Ганну. Його сини вислужили собі сподковане шляхетство: Василь Іванович Остославській по ордену св. Володимира III ступеня, а Іван Іванович Остославській по чину полковника дійсної служби російської імператорської армії.
Найвідомішим представником роду Остославськіх є Іван Васильович Остославській (син Василя Івановича і онук Івана Семеновича) — доктор технічних наук, професор МДУ і МФТІ, зам-директора по науці ЦАГІ, багатократний лауреат Сталінської премії, що одержав цю нагороду за наукові дослідження в галузі гидроаеродінамики.
Серед інших нащадків роду Остославських: Борис Васильович Фролов — главлікар Обласної івано-франківської стоматполікліники, кавалер Ордена Леніна, персональний пенсіонер, майор-воєнлікар; Ігор Михайлович Іванов — лікар-офтальмолог, гуманіст, кандидат медичних наук, дійсний член Російських Дворянських Зборів, віце-предводитель Херсонських губернських дворянських зборів, кавалер чотирьох бойових орденів, одержаних за участь у великій Вітчизняній війні; Іванов-Остославський Павло Ігоревич – видомий поет, прозаїк, публіцист, історик-краєзнавец, лауреат Міжнародної літературної премії в їм'я Миколи Гумільова, лауреат Першого всеукраїнського літературного конкурсу «Пушкинское кольцо» в номінації «за аристократизм творчества».
Генеалогічні зв'язки Остославськіх ріднять їх з сімейством видатного психолога і філософа Георгія Івановича Челпанова, а також відомого художника Флавіцького - автора картини "Княжна Тараканова".
Рід Остославськіх має спорідненість з дворянськими родинами: Савіцькі, Дембіцькі, де Сукні, фон Еренштрайт, Іващенко, дворянами і почесними громадянами Фроловими, з купцями Акулініними, Сулім, Тропіними та ін.